# San-Geronimogierzwaluw
De San-Geronimogierzwaluw (Panyptila sanctihieronymi) is een vogel uit de familie Apodidae (gierzwaluwen).

## Verspreiding en leefgebied
Deze soort komt voor van zuidwestelijk Mexico tot Honduras.

## Status
De totale populatie wordt geschat op 20-50 duizend volwassen vogels en dit aantal neemt licht af. Op de Rode lijst van de IUCN heeft deze soort de status niet bedreigd.